# Олексій Кулинський
Олексій Кулинський — український дипломат. Генеральний консул Української Держави в Тбілісі.

## Життєпис
20 липня 1918 року призначений генеральним консулом Української Держави до Тифлісу (з юрисдикцією у Грузії, Азербайджані та Вірменії).
У квітні 1919 року був обвинувачений Міністерством закордонних справ УНР у проведенні «антиукраїнської» політики, компрометації українського представництва, а також у діяльності, не сумісній із консульською роботою. Грузинська влада звинуватила його у спекуляції, хабарництві при здійсненні консульських повноважень. Після прибуття у квітні 1919 року нового генконсула Льва Лесняка Олексій Кулинський відмовився надати йому звіт за період роботи, а також передати справи генерального консульства й архів «Українського Комісаріату на Кавказі», після чого він виїхав до Стамбулу, де співпрацював з польським посольством, потім повернувся до Тбілісі, де намагався активно займатись громадською і політичною діяльністю.